# Курі (собака)
Курі — назва маорі вимерлої полінезійської собаки. Він був завезений до Нової Зеландії полінезійськими предками маорі під час їх міграції зі Східної Полінезії в 13 столітті нашої ери. Згідно з традицією маорі, напівбог Мауї перетворив свого швагра Іравару на першу собаку.

## Опис
Курі були густохвостими, з короткими ногами та потужними плечима. Колір їхньої шерсті коливався від жовтувато-коричневого до чорного, білого або плямистого. Як і інші полінезійські породи собак, вони вили, а не гавкали — слово маорі для виття було ауау.

## Використання

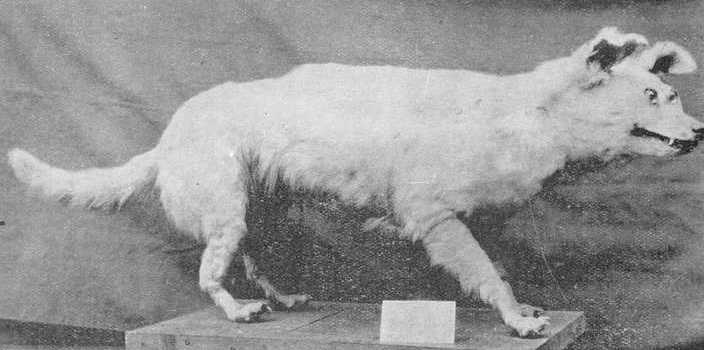
Зразок Курі, Музей Нової Зеландії Те Папа Тонгарева, 1924 рік

Курі були джерелом їжі для маорі та вважалися делікатесом. Британський дослідник Джеймс Кук спробував курі під час своєї подорожі 1769 року і заявив, що воно було майже таким же смачним, як баранина.
Курі також використовувалися для полювання на птахів. Крім того, маорі використовували їхню шкіру та хутро для виготовлення плащів із собачої шкіри (kahu kurī), поясів, прикрас для зброї та пої.

## Вимирання
Під час першої подорожі Кука в 1769 році курі були помічені по всій Новій Зеландії Курі вимерли в Новій Зеландії в 1860-х роках після прибуття європейських поселенців; порода не змогла пережити схрещування з європейськими собаками. Останки останніх відомих екземплярів, самки та її дитинча, зараз знаходяться в колекції музею Нової Зеландії Te Papa Tongarewa.